# Jakob Götzenberger
Jakob Götzenberger est un peintre badois né à Heidelberg le 4 novembre 1802 et mort à Darmstadt le 6 octobre 1866.

## Biographie
Franz Jakob Julius Götzenberger se forme à l'art et à la peinture à Düsseldorf auprès de Peter von Cornelius (1783-1867), un des principaux représentants du mouvement nazaréen, un courant rassemblant des peintres principalement allemands qui veulent régénérer l'art en s'appuyant sur les valeurs spirituelles et morales de la religion chrétienne et se placent dans la tradition de la Haute Renaissance italienne et surtout de Raphaël. Götzenberger s'inscrit lui-même dans ce courant.
De 1825 à 1836, il succède à Cornelius pour la réalisation de quatre fresques pour l’Aula de l'université de Bonn, représentant les quatre facultés de l'université : Théologie, Philosophie, Droit et Médecine.
Il peint une série de fresques représentant la vie du Christ pour la chapelle du château Dalberg-Herding, près de Nierstein (Rhénanie-Palatinat), vers 1839-1842.
En 1844, avec Johann Baptist Heinefetter (de), il entreprend une série de quatorze fresques pour la galerie extérieure de l'établissement thermal (Trinkhalle (de)) de Baden-Baden, inspirées par les mythes et légendes de la Forêt-Noire.
Il voyage en Italie (1828-1832), ainsi qu'à Londres et en Angleterre (1827, et surtout à partir de 1847 où il a réalisé des peintures murales pour Bridgewater House, la fastueuse résidence de Lord Ellesmere, ainsi que pour Northumberland House, démolie vers 1874) et à Lucerne (Suisse) de 1863 à 1865.
À côté de ses peintures murales, Götzenberger a aussi peint des portraits, en particulier pendant son long séjour en Angleterre.
Il a eu pour élève le jeune Carl Happel (vers 1840).

## Galerie

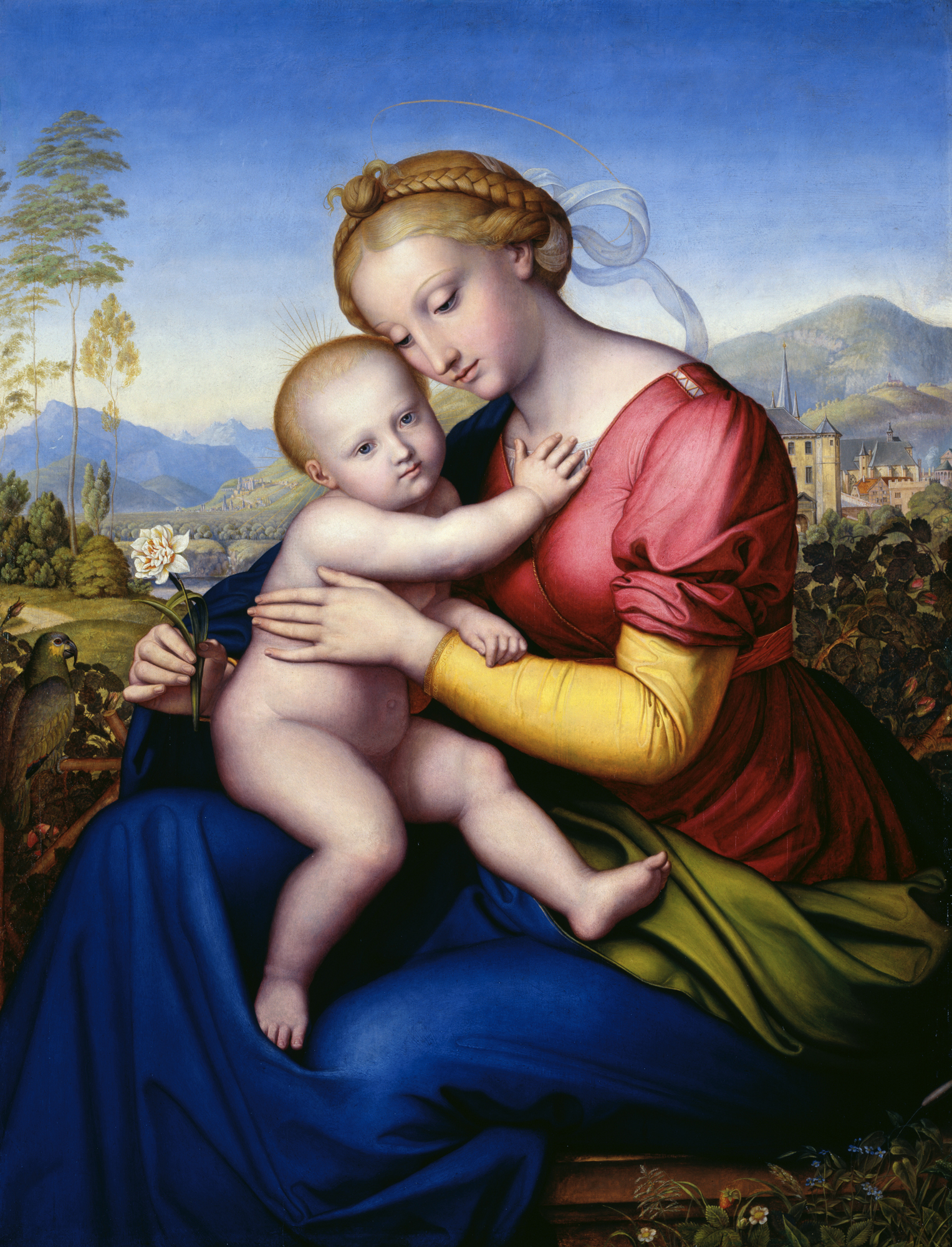
Vierge à l'enfant et perroquet (1823). Munich, Lenbachhaus.
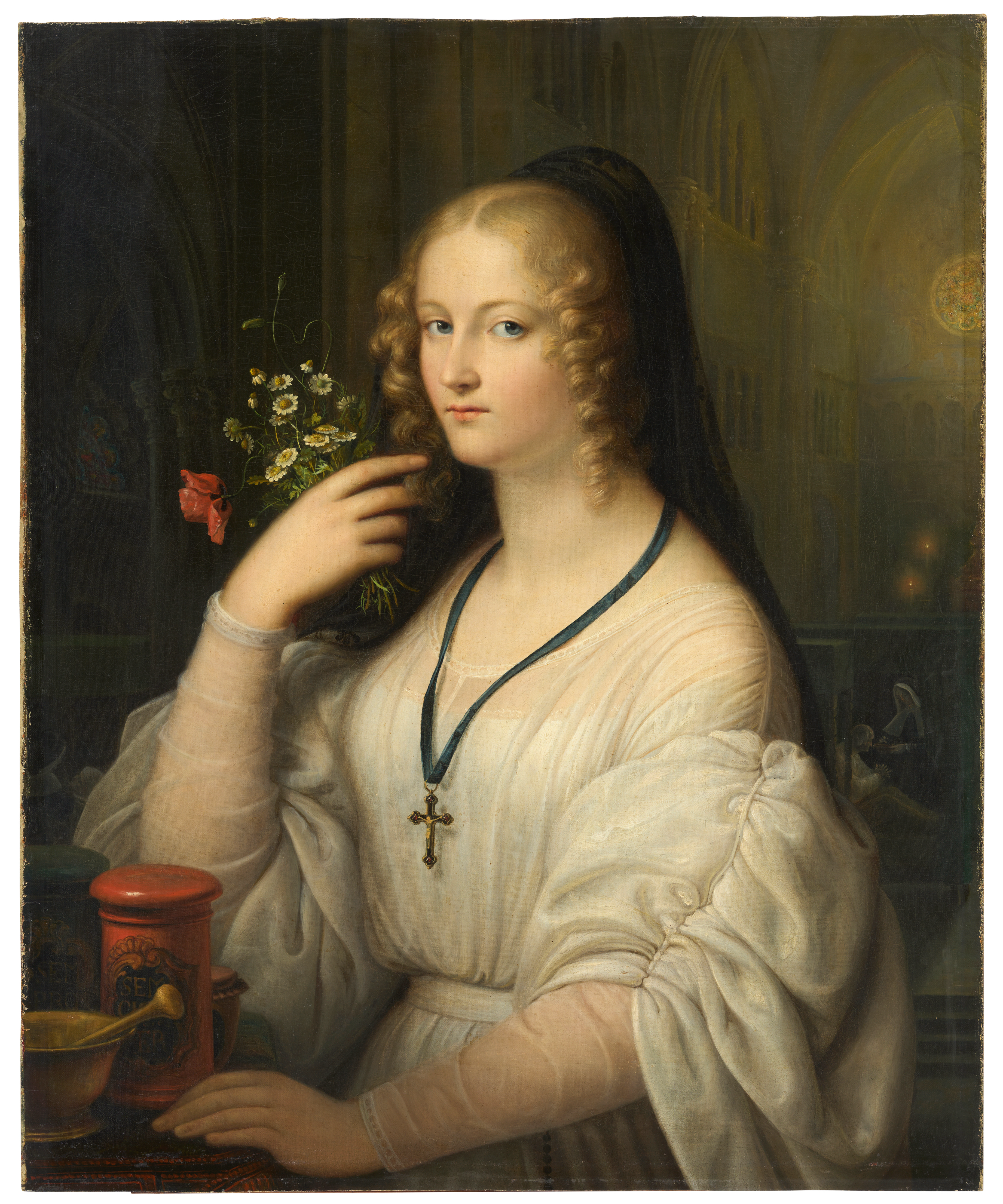
Novice des sœurs de la Charité. Fribourg-en-Brisgau, Musée des Augustins.
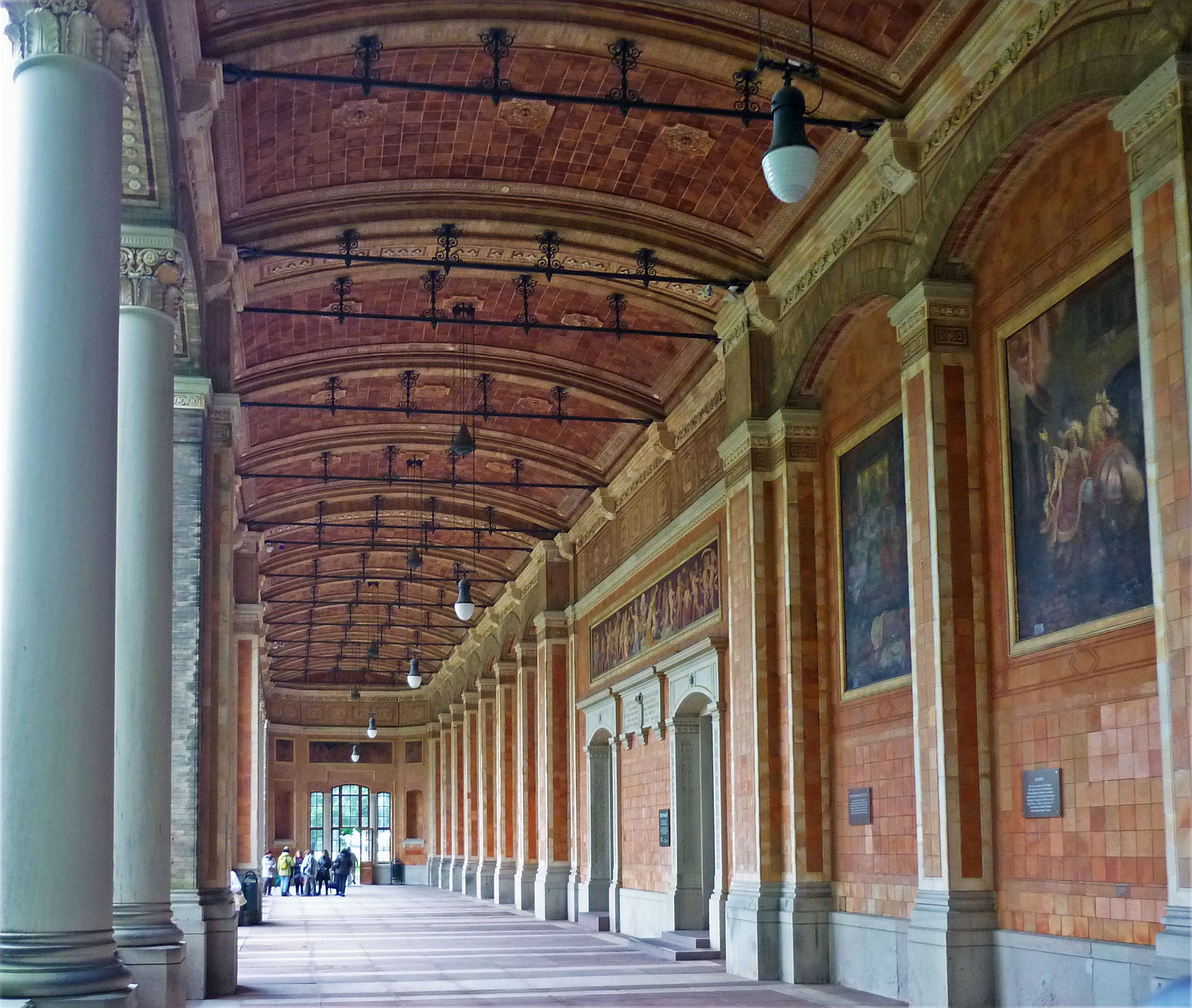
Galerie extérieure de l'établissement thermal de Baden-Baden.
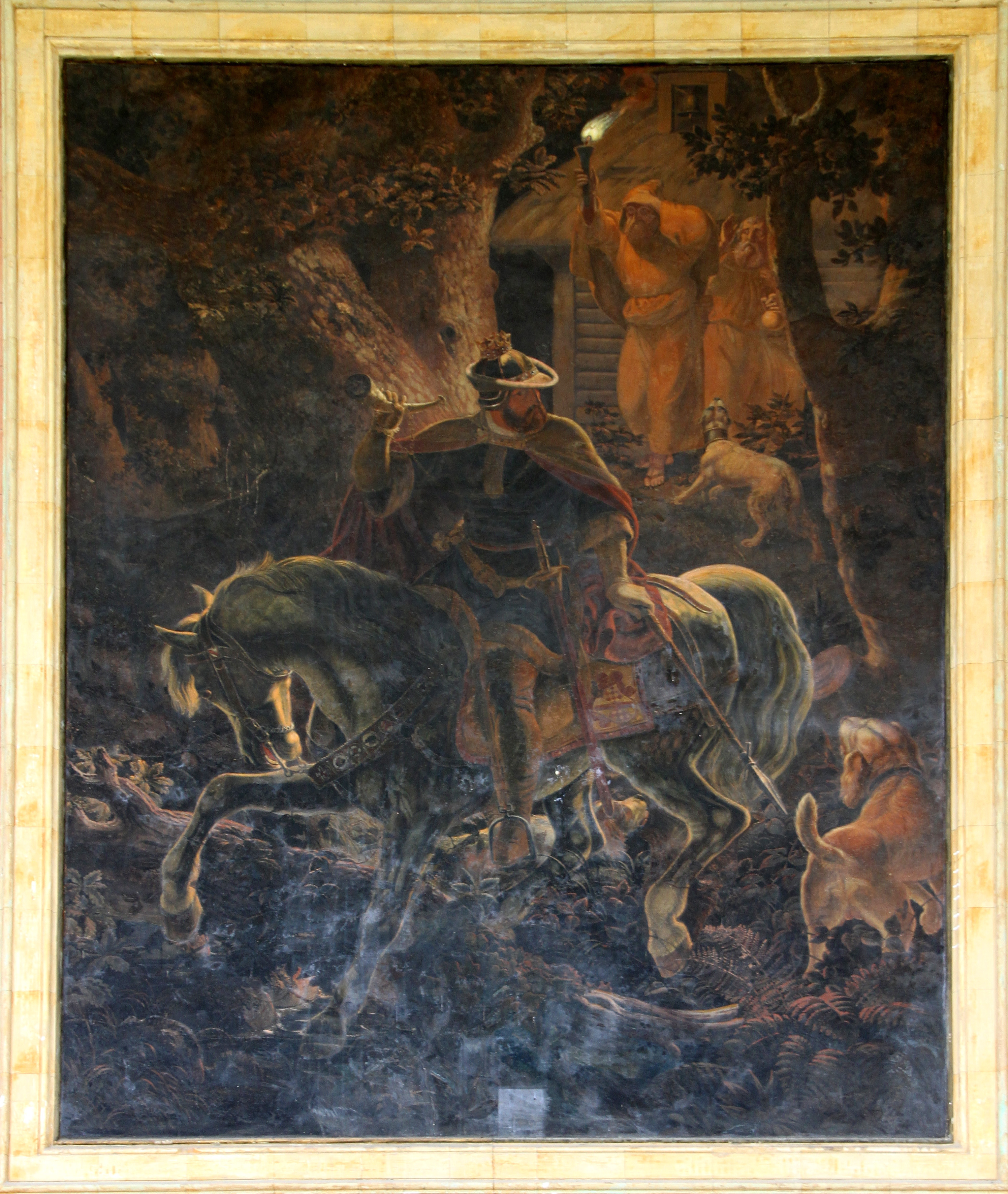
Fresque de l'établissement thermal de Baden-Baden : Fremersberg[4].